# Chorinaeus
Chorinaeus är ett släkte av steklar som beskrevs av Holmgren 1858. Chorinaeus ingår i familjen brokparasitsteklar.

## Dottertaxa tillChorinaeus, i alfabetisk ordning[1][2]
- Chorinaeus aequalis
- Chorinaeus aizanensis
- Chorinaeus asozanus
- Chorinaeus australis
- Chorinaeus borealis
- Chorinaeus brevicalcar
- Chorinaeus brevis
- Chorinaeus californicus
- Chorinaeus clypeatus
- Chorinaeus constrictus
- Chorinaeus cristator
- Chorinaeus ecarinatus
- Chorinaeus emorsus
- Chorinaeus eniwanus
- Chorinaeus excessorius
- Chorinaeus facialis
- Chorinaeus flavipes
- Chorinaeus funebris
- Chorinaeus gratus
- Chorinaeus hastianae
- Chorinaeus labiosus
- Chorinaeus laricianae
- Chorinaeus laxicaudatus
- Chorinaeus longicornis
- Chorinaeus mongolicus
- Chorinaeus nagatomii
- Chorinaeus opacitas
- Chorinaeus orbitalis
- Chorinaeus parvus
- Chorinaeus pectinatus
- Chorinaeus recurvus
- Chorinaeus rhenanus
- Chorinaeus robustus
- Chorinaeus ryukyuensis
- Chorinaeus scitulus
- Chorinaeus scrobipalpae
- Chorinaeus spicatus
- Chorinaeus spiracularis
- Chorinaeus subcarinatus
- Chorinaeus taetricus
- Chorinaeus taigensis
- Chorinaeus talpa
- Chorinaeus uralensis